# کلیمت (فیلم)
«کلیمت» (انگلیسی: Klimt (film)) فیلمی در ژانر درام به کارگردانی رائول روئیز است که در سال ۲۰۰۶ منتشر شد. از بازیگران آن می‌توان به جان مالکوویچ، ورونیکا فرس، استیون دیلین، سافرون باروز، و نیکولای کینسکی اشاره کرد.